# Nördliche Fruchtwanze
Die Nördliche Fruchtwanze (Carpocoris fuscispinus), auch Braunspitzige Baumwanze genannt, ist eine Wanze aus der Familie der Baumwanzen (Pentatomidae).

## Merkmale
Die Wanzen werden 11–14 mm lang, sie sind breit-oval, die Oberseite flach und kaum gewölbt. Ihre Grundfärbung ist sehr variabel, von gelbgrau über gelbbraun, rötlich bis dunkler braun. Kopf, Halsschild und Schildchen sind dunkel gezeichnet, dabei sitzen an der Basis des Halsschilds fast immer vier kontrastreich abgesetzte schwarze Flecken. Die ganze Oberseite ist relativ dicht punktiert und schwach glänzend. Der Vorderrand des Halsschilds bis zu den Seitenecken ist scharfkantig und etwas aufgebogen. Die deutlich vorstehenden Ecken des Halsschildes sind leicht nach hinten gekrümmt und schwarz gefärbt, die Form des Vorsprungs ist etwas variabel und abgesetzt schwarz gefärbt. Das Schildchen ist groß, von länglich-dreieckiger Form und kürzer als das Corium der Halbdecken. Das innerste Fühlerglied ist braun, während die restlichen vier schwarz gefärbt sind. Das zweite, vierte und fünfte Glied sind untereinander etwa gleich lang, sie sind etwa doppelt so lang wie das dritte.
Die Art kann von den verwandten Arten so unterschieden werden: Bei Carpocoris melanocerus ist der Hinterleib breiter als der Halsschild, außerdem ist das Schildchen dieser Art auf der Oberseite y-förmig eingedrückt. Carpocoris pudicus besitzt auf der Außenseite des Schildchens eine deutliche Auskehlung, seine Spitze wirkt dadurch abgesetzt. Bei der sehr ähnlichen Purpur-Fruchtwanze (Carpocoris purpureipennis) sind die Seitenecken des Halsschilds abgerundet und weniger stark vorstehend. Nach Ribes und Kollegen kann auch die Form des Flecks in den Seitenecken des Halsschilds zur Unterscheidung herangezogen werden, der bei C. fuscispinus eher massiv und bei C. purpureipennis schmaler und eher halbmondförmig sei. Schwierig ist auch die Unterscheidung zur mediterran-atlantischen, nicht in Mitteleuropa vorkommenden Carpocoris mediterraneus.

## Verbreitung
Die Art lebt in großen Teilen Europas, vom Süden Skandinaviens bis in die nördliche Mittelmeerregion, in der sie auf Gebirgsgegenden beschränkt bleibt. Sie fehlt auf den Britischen Inseln und möglicherweise auch entlang der französischen Atlantikküste. Nach Osten kommt sie vor über Anatolien, den Iran, Zentralasien, Nordindien und das südliche Russland bis ins westliche China (Xinjiang). Angaben aus dem südlichen Mittelmeerraum und Nordafrika beziehen sich auf die nahe verwandte Carpocoris mediterraneus.
In Mitteleuropa ist die Art überall verbreitet und häufig. Sie kommt in Lebensräumen aller Art vor, darunter recht häufig in Wäldern.

## Lebensweise
Die Flugzeit der Nördlichen Fruchtwanze dauert von Mai bis September, Imagines der neuen Generation treten ab Juli auf. Zu den Futterpflanzen zählen Doldenblütler (Apiaceae), Korbblütler (Asteraceae) und Königskerzen. Da auch unreife Getreidekörner besaugt werden, gilt sie als (minder wichtiger) Schädling im Ackerbau. Bei der Verdauung der Nahrung helfen symbiotische Bakterien, die extrazellulär in Ausstülpungen (Krypten) des Mitteldarms leben, diese sind in vier Reihen angeordnet.
Die Wanzenart überwintert als Imago. Die Eier werden an der Blattunterseite verschiedener krautiger Pflanzen abgelegt.
Die Tiere kommunizieren miteinander durch für den Menschen unhörbare Vibrationssignale, mit denen Männchen sowohl Weibchen anlocken wie auch versuchen, Rivalen abzuschrecken.

## Entwicklungsstadien
Die Nördliche Fruchtwanze durchläuft während ihrer Entwicklung fünf Nymphenstadien. Diese werden in ca. 45 Tagen durchlaufen.

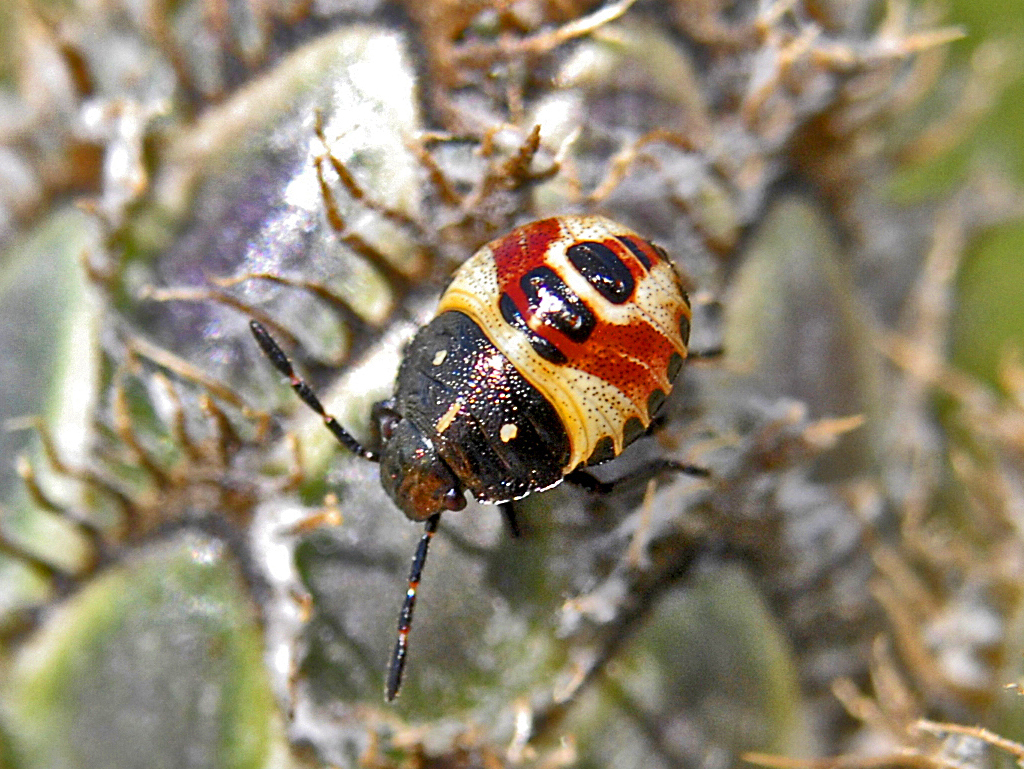
Jüngeres Nymphenstadium
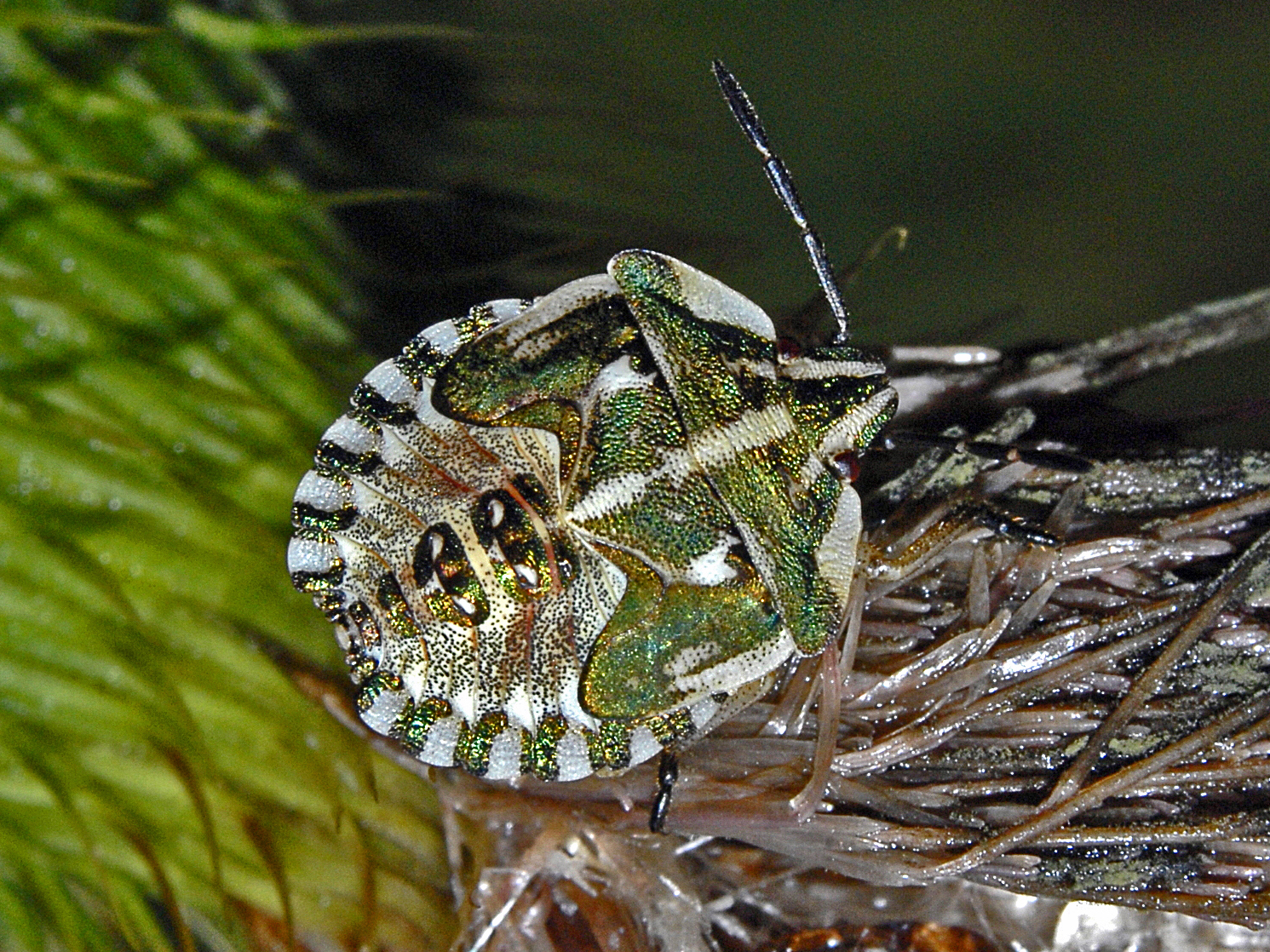
5. Nymphenstadium
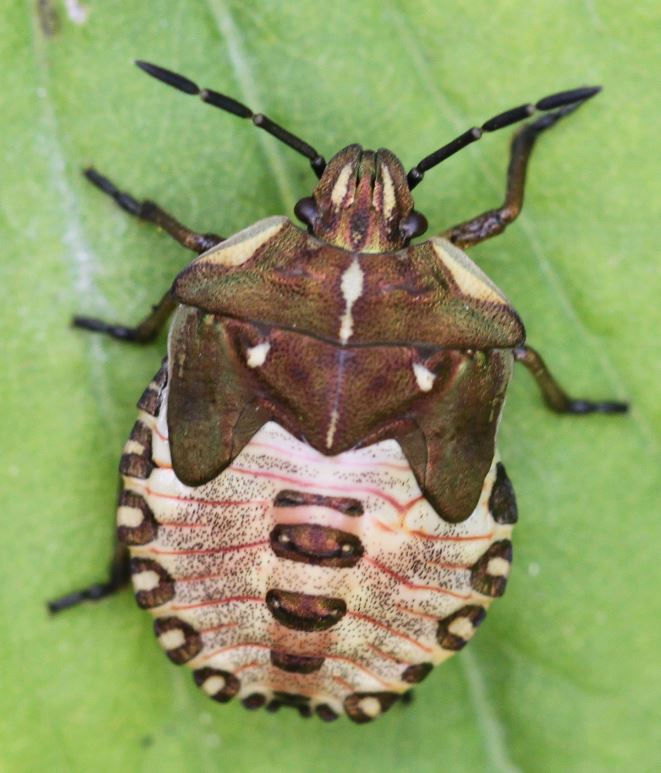
Ebenfalls 5. Nymphenstadium

## Systematik
Die Gattung Carpocoris zählt zum Tribus Carpocorini, sie ist in Westeuropa mit fünf Arten vertreten. Carpucoris fuscispinus gehört zur purpureipennis-Artengruppe, die durch ein morphologisches Merkmal, zwei Zähne auf den Parameren der männlichen Begattungsorgane, ausgezeichnet ist, die Arten erwiesen sich auch bei einer genetischen Analyse als zusammengehörig. Schwierig und umstritten ist die Abgrenzung zur verwandten Carpocoris mediterraneus. Diese wurde von Ribes und Kollegen mit Carpocoris fuscispinus synonymisiert, weil sie bei einer Revision die bis dahin angegebenen morphologischen Unterscheidungsmerkmale für zu variabel und unzuverlässig ansahen. Bei einer nachfolgenden Untersuchung gaben Lupoli und Kollegen neue morphologische Unterschiede an und konnten die Arten auch genetisch differenzieren. Vor allem die westliche Unterart Carpocoris mediterraneus atlanticus Tamanini, 1958 ist sehr ähnlich und nur nach einem Merkmal, der Form des Seitenrands des Pronotums, sicher unterscheidbar.
Früher teilweise unterschiedene Formen, Varietäten und Unterarten, die vor allem nach Zeichnungsvarianten aufgestellt wurden, gelten heute nicht mehr als gerechtfertigt. Zu den Synonymen zählt Pentatoma hahni Flor, 1856.